# Postronna
Postronna [pɔstrɔnna] ist ein Dorf in der Gemeinde Koprzywnica, Powiat Sandomierski, Woiwodschaft Heiligkreuz (Świętokrzyskie) im südlichen Zentral-Polen. Es liegt etwa sieben Kilometer nordwestlich von Koprzywnica, achtzehn Kilometer westlich von Sandomierz und siebzig Kilometer südöstlich der Hauptstadt der Region, Kielce.

## Bevölkerung
Das Dorf hat eine Bevölkerung von 283 Personen.